# L'anello del tritone
L'anello del tritone (The Tritonian Ring) è un romanzo fantasy del 1951 di Lyon Sprague De Camp, primo volume del Ciclo Pusadiano.
Fu pubblicato per la prima volta nella rivista Two Complete Science-Adventure Books nell'inverno del 1951, facendo la sua prima apparizione in un libro nella raccolta The Tritotian Ring and Other Pusadian Tales del 1953.
Comparve per la prima volta in un volume dedicato in un paperback del 1968.
Inserito nella lista Fantasy: The 100 Best Books di Michael Moorcock e James Cawthorn, è stato tradotto in italiano, neerlandese, tedesco e russo.

## Trama
Gli dei sono intenti a prendere la decisione di distruggere il Lorsk, principale regno del continente di Pusad, in quanto l'erede al trono, il principe Vakar, potrebbe essere una minaccia per la loro stessa sopravvivenza. Ecco quindi che Vakar viene inviato da suo padre il re in una missione che possa salvare la nazione dalla distruzione.
L'obiettivo del viaggio di Vakar è di attraversare tutti i paesi del mondo conosciuto alla ricerca di ciò che gli dei più temono, con la sola compagnia del suo servo Fual. Si tratta di un metallo astrale che rende immuni dalla magia chiunque ne venga al contatto.
Tuttavia, la missione è ostacolata da Kuros, malvagio fratello di Fual, in combutta con il regno nemico della Gorgonia per usurpare il trono.

## Ambientazione
Come gli altri romanzi del Ciclo Pusadiano, L'anello del tritone è ambientato in un'era preistorica e in una zona geografica che può essere individuata nel bacino del Mediterraneo.
Ambientazioni e temi sono in genere derivati dalla mitologia greca, in particolare dal mito di Atlantide.

## Edizioni in lingua italiana
- L'anello del tritone, trad. di Riccardo Valla, Milano, Editrice Nord (Fantacollana, vol. 2), 1973
- L'anello del tritone, trad. di Riccardo Valla, Milano, Editrice Nord (Tascabili Fantasy), 1995